# Myrteta planaria
Myrteta planaria är en fjärilsart som beskrevs av Walker 1861. Myrteta planaria ingår i släktet Myrteta och familjen mätare. Inga underarter finns listade i Catalogue of Life.